# Pipes of Peace
《Pipes of Peace》(한국어: 평화의 피리)는 영국의 싱어송라이터 폴 매카트니가 1983년 발매한 정규 음반이다. 인기 음반 《Tug of War》의 후속작으로서 음반은 영국에서 이전과 근접한 상업적 성공을 거두었지만, 미국의 빌보드 200 음반 차트에선 15위까지만 올라갔다. 《Pipes of Peace》는 〈Say Say Say〉와 같은 싱글로 국제적인 성공을 거두었다. 《Pipes of Peace》는 1983년 컬럼비아를 통해 CD로 발매되었고, 1993년 《The Paul McCartney Collection》의 일부로서 리마스터된 CD로 재발매했다. 2015년 《Paul McCartney Archive Collection》의 일부로서 리마스터 버전으로 재판되었다.
《Pipes of Peace》의 대부분 수록곡은 1981년 《Tug of War》 세션에서 녹음되었다. 〈Pipes of Peace〉, 〈The Other Me〉, 〈So Bad〉, 〈Tug of Peace〉, 〈Through Our Love〉는 이후인 1982년 9월 ~ 10월 세션에서 녹음했다. 음반은 《Tug of War》는 달리 전자적인 색채를 띄고 있다. 수록곡 〈Tug of Peace〉는 《Tug of War》를 혼합한 듯한 제목이다. 올뮤직의 스티븐 토마스 얼와인은 "대부분이 《McCartney II》의 곡을 섞은 일렉트로 콜라주"라고 평가했다.

## 곡 목록
- 마이클 잭슨과 함께 작곡한 〈Say Say Say〉, 〈The Man〉과 스탠리 클락와 함께 작곡한 〈Hey Hey〉를 제외하곤 모든 곡을 폴 매카트니가 작곡했다.

| #            | 제목                                 | 재생 시간 |
| ------------ | ------------------------------------ | --------- |
| 1.           | 〈Pipes of Peace〉                   | 3:56      |
| 2.           | 〈Say Say Say〉 (마이클 잭슨과 듀엣) | 3:55      |
| 3.           | 〈The Other Me〉                     | 3:58      |
| 4.           | 〈Keep Under Cover〉                 | 3:05      |
| 5.           | 〈So Bad〉                           | 3:20      |
| 총 재생 시간 | 총 재생 시간                         | 38:58     |

| #   | 제목                             | 재생 시간 |
| --- | -------------------------------- | --------- |
| 6.  | 〈The Man〉 (마이클 잭슨과 듀엣) | 3:55      |
| 7.  | 〈Sweetest Little Show〉         | 2:54      |
| 8.  | 〈Average Person〉               | 4:33      |
| 9.  | 〈Hey Hey〉                      | 2:54      |
| 10. | 〈Tug of Peace〉                 | 2:54      |
| 11. | 〈Through Our Love〉             | 3:28      |

## 참여 인원
- 폴 매카트니: 베이스 기타, 기타, 피아노, 키보드, 신시사이저, 드럼, 보컬
- 린다 매카트니: 키보드, 백 보컬
- 마이클 잭슨: 〈Say Say Say〉, 〈The Man〉의 보컬
- 에릭 스튜어트: 기타, 백 보컬
- 데니 레인: 기타, 키보드, 보컬
- 휴 번: 기타
- 제프 화이트혼: 기타
- 스탠리 클락: 베이스 기타, 보컬
- 개빈 라이트: 바이올린
- 제리 헤이: 현, 호른
- 게리 헤르비그: 플루트
- 크리스 해머 스미스: 하모니카
- 앤디 맥케이: 색소폰
- 어니 왓츠: 색소폰
- 개리 그랜트: 호른
- 링고 스타: 〈So Bad〉와 〈Average Person〉의 드럼
- 스티브 갯: 드럼
- 데이브 맷트랙스: 드럼
- 제임스 키펜: 〈Pipes of Peace〉의 타블라
- 페스탈로치의 어린이 합창단: 〈Pipes of Peace〉의 백 보컬